# Dawson (Teksas)
Dawson – miasto w Stanach Zjednoczonych, w stanie Teksas, w hrabstwie Navarro.